# باکسل
باک سل (Bakcell) ، اولین و بزرگترین اپراتور تلفن همراه دارای استاندارد GSM در کشور جمهوری آذربایجان است.

## درباره شرکت
باک سل(Bakcell) در سال ۱۹۹۴ به عنوان اولین شرکت ارائه خدمات ارتباطات تلفن همراه در جمهوری آذربایجان تأسیس شد.که به منظور ارائه مدرنترین خدمات مخابرایت به مشترکین در سال ۲۰۱۰ برای توسعه شبکه خود به لطف سرمایه گذاران باک سل ۹۵%از جمعیت وهمچنین۸۲%از خاک کشور را تحت پوشش خدمات خود قرار دادوبرای ارائه اینترنت پرسرعت به مشترکین خود کل شبکه را بر اساس تکنولوژی EDGEبهبود داد. در حال حاضر بیش از ۲۰۰۰ایستگاه پایه در دور افتاده‌ترین مناطق، ارتباط با کیفیت را به مشترکین ارائه می‌کند. به عنوان یک نتیجه از کار انجام شده ،این شرکت ۲٫۵میلیون مشترک فعال دارد و تعداد آن‌ها همچنان در حال رشد می‌باشد.
در سال ۲۰۰۹ از طرف باشگاه «کسب و کار» یکپارچه خزر عنوان "شرکت مخابراتی برتر سال"به این شرکت اهدا شد. در مارس۲۰۱۰ بکسل برنده جایزه"شرکت در حال رشد سریع"شد. همچنین در سال ۲۰۱۰ نامزد دریافت جایزه "پیشرو در تکنولوژی سال"و"رهبری شرکت‌های مسئولیتهای اجتماعی سال "برای تجارت اذری شد.
باک سل در اقتصاد آذربایجان یکی از شرکت‌های بزرگ سرمایه گذاری به‌شمار می‌رود و این شرکت کودکانی که نیاز به مراقبت دارند را تحت عنوان ستارگان باک سل توسط برنامه مسئولیت اجتماعی شرکت مورد حمایت خود قرار می‌دهد.

## انواع مشترکین
باک سل به مشتریان خود سیم کارت اعتباری(جین)وسیم کارت دائمی (Klass و Gold) ارائه می‌کند.

## طرحCin(جین)
طرح تعرفه پیش پرداخت"جین" طرح تعرفه ساده از این شرکت است. که افزایش موجودی حساب (skrec) سیم کارت از طریق کارت شارژامکان پذیر است. در طرح تعرفه "cin" مشترکین Bakcell می‌توانند تماس بگیرند، پیام ارسال کنند، تماس و پیام‌ها را دریافت کنند، به اینترنت دسترسی داشته باشند، و همچنین از سرویس رومینگ و سایر خدمات ارائه شده توسط این شرکت می‌توانند استفاده کنند.

## طرحKlassوGold
طرح‌های Klass و Goldکه مخصوص سیمکارت‌های دائمی است نرخ تعرفه هاو هزینه‌ها قابل انعطاف است که برای پرداخت هزینه آن مشترکین می‌تواننداز دستگاه‌های POSو دستگاه‌های خودپرداز استفاده کنند. خدمات طرح Goldبکسل عبارتند از:ارسال و دریافت پیامک، دریافت و برقراری تماس صوتی، دسترسی به اینترنت، رومینگ وسایر خدمات ارائه شده توسط این شرکت.

## پوشش
در حال حاضر باک سل بیش از ۹۵ درصد از جمعیت و ۸۲ درصد از کل مساحت کشور را پوشش می‌دهد. Bakcell دارای تکنولوژی EDGE است که تمام شبکه، شرکت را قادر می‌سازدتا مشتریان به راحتی به اینترنت پرسرعت دسترسی داشته باشند. امروز، بیش از ۲،۰۰۰ ایستگاه‌های پایه در عمل هستندو تعداد مشترکان فعال باک سل در حال حاضر بیش از ۲،۵ میلیون می‌باشد.

## شرکای بین‌المللی
مشتریان باک سل می‌توانند از خدمات رومینگ در اروپا، آسیا، شمال و جنوب امریکا، استرالیا و آفریقا استفاده کنند. باک سل تا به امروز ،توافق نامه رومینگ پیام کوتاه و GPRS با ۲۵۶ اپراتور در ۱۵۳ کشور در سطح جهان دارا می‌باشد.

## مدیریت
| شخص                             | موقعیت         |
| ------------------------------- | -------------- |
| کرسیمیر گئن اوو(Krasimir Genov) | رئیس بازرگانی  |
| ییگید برکتاش(Yigit Berktas)     | مدیر فنی       |
| آندرو گوسجزا(Andrew Guszcza)    | رئیس امور مالی |